# Fimbraria elegans
Fimbraria elegans là một loài rêu trong họ Aytoniaceae. Loài này được Spreng. mô tả khoa học đầu tiên năm 1820.